# 馬德崖

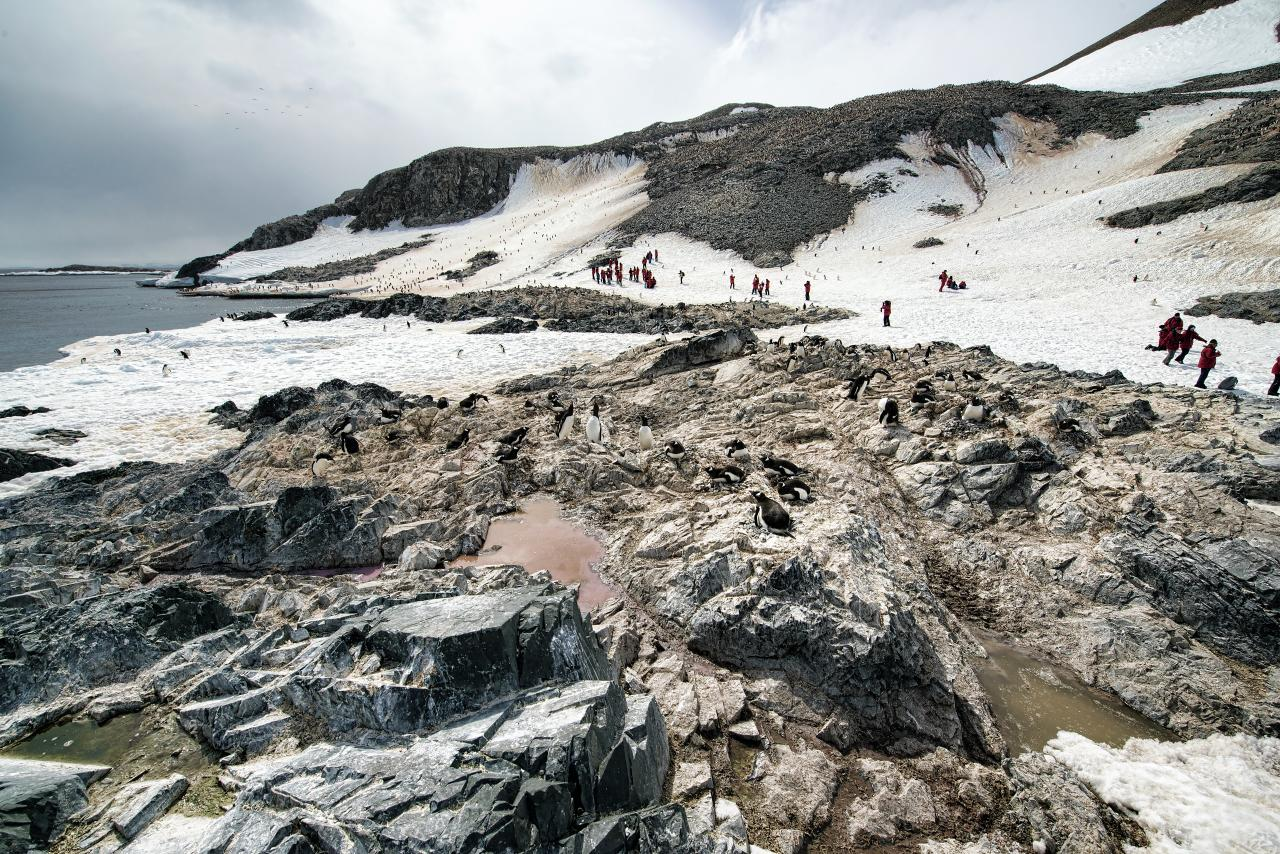
馬德崖一景。

63°18′S 56°29′W / 63.300°S 56.483°W
馬德崖（英語：Madder Cliffs）是南極洲的山崖，處於茹安維爾島的西端，是蘇斯皮羅斯灣入口處的北部，最高點海拔高度305米，該地區被國際鳥盟列為重點鳥區，是約22,000雙阿德利企鵝的棲息地。